# Peter Kittelmann
Klaus-Peter Kittelmann (ur. 17 lipca 1936 w Stendalu, zm. 2 marca 2003 w Berlinie) – niemiecki polityk, prawnik i samorządowiec, deputowany do Bundestagu, poseł do Parlamentu Europejskiego IV kadencji.

## Życiorys
Studiował weterynarię i prawo na Wolnym Uniwersytecie Berlińskim. W 1969 uzyskał uprawnienia adwokata, podejmując praktykę w zawodzie. Zaangażował się w działalność polityczną w ramach Unii Chrześcijańsko-Demokratycznej. W latach 70. został radnym dzielnicy Tiergarten i zastępcą burmistrza. Od 1969 do czasu swojej śmierci kierował dzielnicowymi strukturami CDU. W latach 1976–1994 zasiadał w Bundestagu, od 1990 był rzecznikiem frakcji CDU/CSU ds. zagranicznej polityki gospodarczej, a od 1979 reprezentował krajowy parlament w Zgromadzeniu Parlamentarnym Rady Europy.
Od 1994 do 1999 sprawował mandat eurodeputowanego IV kadencji, zasiadając we frakcji Europejskiej Partii Ludowej i pełniąc funkcję wiceprzewodniczącego Komisji ds. Stosunków Gospodarczych z Zagranicą. W 1999 wszedł w skład Izby Deputowanych. W stołecznym landtagu zasiadał do czasu swojej śmierci w 2003 na chorobę nowotworową.